# دهسر (كياشهر)
دهسر (بالفارسية: دهسر) هي قرية تقع في إيران في قسم کیاشهر الريفي. يقدر عدد سكانها بـ 580 نسمة بحسب إحصاء 2016.